# DeKalb Township
DeKalb o De Kalb és un dels dinou townships del comtat de DeKalb, Illinois, Estats Units. En el cens del 2020 s'hi comptaren 42.667 habitants i 18.004 habitatges. Limita amb les ciutats de Dekalb (principalment) i Sycamore (cantonada sud-oest). Segons els fitxers del nomenclàtor del cens del 2021, el township de DeKalb té una superfície de 35.32 milles quadrades (91.48 km2) de les quals 35.07 milles quadrades (90.83 km2)  (o 99,31%  és terra ferma i 0.24 milles quadrades (0.62 km2) - un 0,69% - son cobertes per les aigües.

## Demografia

Mapa del township de DeKalb

En el cens del 2020 hi havia 42.677 habitants, 17.138 llars i 8.391 famílies residint al municipi. La densitat de població era de 1,208.43 habitants per milla quadrada (466.58/km2). Hi havia 18.004 habitatges amb una densitat mitjana de 509.80 per milles quadrades (196.83/km2). El perfil racial del township era d'un 58,85% de blancs, un 18,09% d'afroamericans, un 0,78% de nadius americans, un 3,89% d'asiàtics, un 0,04% d'illencs del Pacífic, 8,24% d'altres races i un 10,11% de dues o més races. Els hispans o llatins de qualsevol raça eren el 18,12% de la població.
Hi havia 17.138 llars, de les quals en el 25,50% hi vivien menors de 18 anys, el 31,86% eren parelles casades vivint juntes, el 13,20% tenien una dona cap de família sense cònjuge present i el 51,04% no eren famílies. El 35,80% de totes les llars estaven formades per una sola persona, i el 7,90% tenien una persona de 65 anys o més vivint-hi. A les llars hi vivien de mitjana 2,42 persones , augmentant a 3,20 en el cas d'habitatges ocupats per famílies.
La població es repartia en les següents classes etàries: un 18,4% menors de 18 anys, un 30,2% entre 18 i 24 anys, un 24,6% entre 25 i 44 anys, un 17,3% entre 45 i 64 anys i un 9,5% de 65 o més anys. L'edat mediana era de 25,6 anys. Per cada 100 dones, hi havia 96,7 homes. Per cada 100 dones de 18 anys o més, hi havia 98,2 homes.